# Ministri degli affari esteri del Portogallo
I ministri degli affari esteri del Portogallo dal 1830 ad oggi sono i seguenti.

## Lista

### Regno del Portogallo (1825-1910)
| Ministro                          | Ministro                          | Ministro                                                             | Partito                                           | Governo                           | Mandato           | Mandato            |
| Ministro                          | Ministro                          | Ministro                                                             | Partito                                           | Governo                           | Inizio            | Fine               |
| --------------------------------- | --------------------------------- | -------------------------------------------------------------------- | ------------------------------------------------- | --------------------------------- | ----------------- | ------------------ |
| Affari esteri                     |                                   |                                                                      |                                                   |                                   |                   |                    |
|                                   |                                   | Luís da Silva Mouzinho de Albuquerque (1792-1846)                    | Indipendente                                      | Governo di Reggenza               | 15 marzo 1830     | 2 luglio 1831      |
|                                   |                                   | António José de Melo Breyner Teles da Silva (ad interim) (1806-1893) | Indipendente                                      | Governo di Reggenza               | 31 gennaio 1831   | 2 luglio 1831      |
|                                   |                                   | José Antonio Ferreira Brak-Lamy (1780-1847)                          | Indipendente                                      | Governo di Reggenza               | 2 luglio 1831     | 10 ottobre 1831    |
|                                   |                                   | Joaquim de Sousa Quevedo Pizarro (1777-1838)                         | Indipendente                                      | Governo di Reggenza               | 10 ottobre 1831   | 3 marzo 1832       |
|                                   |                                   | Pedro de Sousa Holstein (1781-1850)                                  | Indipendente                                      | Governo di Reggenza               | 3 marzo 1832      | 12 gennaio 1833    |
|                                   |                                   | Nuno José Severo de Mendoça Rolim de Moura Barreto (1804-1875)       | Indipendente                                      | Governo di Reggenza               | 12 gennaio 1833   | 3 ottobre 1833     |
|                                   |                                   | Cândido José Xavier (ad interim) (1769-1833)                         | Indipendente                                      | Governo di Reggenza               | 26 luglio 1833    | 15 ottobre 1833 †  |
|                                   |                                   | Agostinho José Freire (ad interim) (1780-1836)                       | Indipendente                                      | Governo di Reggenza               | 15 ottobre 1833   | 24 settembre 1834  |
|                                   |                                   | José Luís de Sousa Botelho Mourão e Vasconcelos (1785-1855)          | Cartista                                          | 1º                                | 24 settembre 1834 | 16 febbraio 1835   |
|                                   |                                   | Pedro de Sousa Holstein (1781-1850)                                  | Cartista                                          | 1º                                | 16 febbraio 1835  | 28 aprile 1835     |
|                                   |                                   | José Luís de Sousa Botelho Mourão e Vasconcelos (1785-1855)          | Cartista                                          | 1º                                | 28 aprile 1835    | 27 maggio 1835     |
|                                   |                                   | Pedro de Sousa Holstein (1781-1850)                                  | Indipendente                                      | 2º                                | 27 maggio 1835    | 15 luglio 1835     |
| 3º                                | 15 luglio 1835                    | Pedro de Sousa Holstein (1781-1850)                                  | Indipendente                                      | 18 novembre 1835                  |                   |                    |
|                                   |                                   | Nuno José Severo de Mendoça Rolim de Moura Barreto (1804-1875)       | Indipendente                                      | 4º                                | 18 novembre 1835  | 20 aprile 1836     |
|                                   |                                   | José Luís de Sousa Botelho Mourão e Vasconcelos (1785-1855)          | Cartista                                          | 5º                                | 20 aprile 1836    | 10 settembre 1836  |
|                                   |                                   | Bernardo de Sá Nogueira de Figueiredo (ad interim) (1795-1876)       | Settembrista                                      | 6º                                | 10 settembre 1836 | 4 novembre 1836    |
|                                   |                                   | José Bernardino de Portugal e Castro (1780-1840)                     | Cartista                                          | Governo dei morti                 | 4 novembre 1836   | 5 novembre 1836    |
|                                   |                                   | Bernardo de Sá Nogueira de Figueiredo (1795-1876)                    | Settembrista                                      | 7º                                | 5 novembre 1836   | 1º giugno 1837     |
|                                   |                                   | Manuel de Castro Pereira (1778-1863)                                 | Settembrista                                      | 8º                                | 1º giugno 1837    | 10 agosto 1837     |
| 9º                                | 10 agosto 1837                    | Manuel de Castro Pereira (1778-1863)                                 | Settembrista                                      | 9 novembre 1837                   |                   |                    |
| 9º                                |                                   |                                                                      | Bernardo de Sá Nogueira de Figueiredo (1795-1876) | Settembrista                      | 9 novembre 1837   | 18 aprile 1839     |
|                                   |                                   | Rodrigo Pinto Pizarro (ad interim) (1788-1841)                       | Settembrista                                      | 10º                               | 18 aprile 1839    | 26 novembre 1839   |
|                                   |                                   | José Travassos Valdez (ad interim) (1787-1862)                       | Settembrista                                      | 11º                               | 26 novembre 1839  | 28 dicembre 1839   |
|                                   |                                   | José Luís de Sousa Botelho Mourão e Vasconcelos (1785-1855)          | Settembrista                                      | 11º                               | 28 dicembre 1839  | 23 giugno 1840     |
|                                   |                                   | Rodrigo da Fonseca Magalhães (1787-1858)                             | Settembrista                                      | 11º                               | 23 giugno 1840    | 9 giugno 1841      |
| 12º                               | 9 giugno 1841                     | Rodrigo da Fonseca Magalhães (1787-1858)                             | Settembrista                                      | 7 febbraio 1842                   |                   |                    |
|                                   |                                   | Pedro de Sousa Holstein (1781-1850)                                  | Indipendente                                      | 13º                               | 7 febbraio 1842   | 8 febbraio 1842    |
| Consiglio del Governo provvisorio | Consiglio del Governo provvisorio | Consiglio del Governo provvisorio                                    | Consiglio del Governo provvisorio                 | Consiglio del Governo provvisorio | 8 febbraio 1842   | 9 febbraio 1842    |
|                                   |                                   | António Severim de Noronha (ad interim) (1792-1860)                  | Cartista                                          | 14º                               | 9 febbraio 1842   | 14 settembre 1842  |
|                                   |                                   | José Joaquim Gomes de Castro (1794-1878)                             | Cartista                                          | 14º                               | 14 settembre 1842 | 20 maggio 1846     |
|                                   |                                   | António Severim de Noronha (ad interim) (1792-1860)                  | Cartista                                          | 15º                               | 20 maggio 1846    | 26 maggio 1846     |
|                                   |                                   | Francisco de Almeida Portugal (1796-1870)                            | Cartista                                          | 15º                               | 26 maggio 1846    | 6 ottobre 1846     |
|                                   |                                   | João Oliveira e Daun (ad interim) (1790-1876)                        | Cartista                                          | 16º                               | 6 ottobre 1846    | 4 novembre 1846    |
|                                   |                                   | Manuel de Portugal e Castro (ad interim) (1787-1854)                 | Cartista                                          | 16º                               | 4 novembre 1846   | 28 aprile 1847     |
|                                   |                                   | Ildefonso Bayard (1785-1856)                                         | Cartista                                          | 16º                               | 28 aprile 1847    | 22 agosto 1847     |
|                                   |                                   | Joaquim António Velez Barreiros (1803-1865)                          | Cartista                                          | 16º                               | 22 agosto 1847    | 18 dicembre 1847   |
|                                   |                                   | João Oliveira e Daun (ad interim) (1790-1876)                        | Cartista                                          | 17º                               | 18 dicembre 1847  | 29 marzo 1848      |
|                                   |                                   | José Joaquim Gomes de Castro (1794-1878)                             | Cartista                                          | 17º                               | 29 marzo 1848     | 18 giugno 1849     |
|                                   |                                   | João Gualberto de Oliveira (1788-1852)                               | Cartista                                          | 18º                               | 18 giugno 1849    | 26 aprile 1851     |
| 19º                               | 26 aprile 1851                    | João Gualberto de Oliveira (1788-1852)                               | Cartista                                          | 1º maggio 1851                    |                   |                    |
|                                   |                                   | Joaquim António Velez Barreiros (ad interim) (1803-1865)             | Partito Rigeneratore                              | 20º                               | 1º maggio 1851    | 22 maggio 1851     |
|                                   |                                   | António Aloísio Jervis de Atouguia (1797-1861)                       | Partito Rigeneratore                              | 21º                               | 22 maggio 1851    | 4 marzo 1852       |
|                                   |                                   | Almeida Garrett (1799-1854)                                          | Partito Rigeneratore                              | 21º                               | 4 marzo 1852      | 17 agosto 1852     |
|                                   |                                   | António Aloísio Jervis de Atouguia (1797-1861)                       | Partito Rigeneratore                              | 21º                               | 17 agosto 1852    | 6 giugno 1856      |
|                                   |                                   | Nuno José Severo de Mendoça Rolim de Moura Barreto (1804-1875)       | Partito Storico                                   | 22º                               | 6 giugno 1856     | 16 marzo 1859      |
|                                   |                                   | António Severim de Noronha (ad interim) (1792-1860)                  | Partito Rigeneratore                              | 23º                               | 16 marzo 1859     | 26 aprile 1860 †   |
|                                   |                                   | José Maria do Casal Ribeiro (1825-1896)                              | Partito Rigeneratore                              | 23º                               | 26 aprile 1860    | 1º maggio 1860     |
| 24º                               | 1º maggio 1860                    | José Maria do Casal Ribeiro (1825-1896)                              | Partito Rigeneratore                              | 4 luglio 1860                     |                   |                    |
|                                   |                                   | António José de Ávila (1807-1881)                                    | Partito Storico                                   | 25º                               | 4 luglio 1860     | 21 febbraio 1862   |
|                                   |                                   | Nuno José Severo de Mendoça Rolim de Moura Barreto (1804-1875)       | Partito Storico                                   | 25º                               | 21 febbraio 1862  | 12 settembre 1862  |
|                                   |                                   | Bernardo de Sá Nogueira de Figueiredo (ad interim) (1795-1876)       | Partito Storico                                   | 25º                               | 12 settembre 1862 | 6 ottobre 1862     |
|                                   |                                   | Nuno José Severo de Mendoça Rolim de Moura Barreto (1804-1875)       | Partito Storico                                   | 25º                               | 6 ottobre 1862    | 17 aprile 1865     |
|                                   |                                   | António José de Ávila (1807-1881)                                    | Indipendente                                      | 26º                               | 17 aprile 1865    | 4 settembre 1865   |
|                                   |                                   | José Joaquim Gomes de Castro (1794-1878)                             | Partito Rigeneratore                              | 27º                               | 4 settembre 1865  | 9 maggio 1866      |
|                                   |                                   | José Maria do Casal Ribeiro (1825-1896)                              | Partito Rigeneratore                              | 27º                               | 9 maggio 1866     | 4 gennaio 1868     |
|                                   |                                   | António José de Ávila (1807-1881)                                    | Indipendente                                      | 28º                               | 4 gennaio 1868    | 22 luglio 1868     |
|                                   |                                   | Carlos Bento da Silva (ad interim) (1812-1891)                       | Partito Riformista                                | 29º                               | 22 luglio 1868    | 17 dicembre 1868   |
|                                   |                                   | Bernardo de Sá Nogueira de Figueiredo (ad interim) (1795-1876)       | Partito Riformista                                | 29º                               | 17 dicembre 1868  | 11 agosto 1869     |
|                                   |                                   | José da Silva Mendes Leal (1820-1886)                                | Partito Storico                                   | 30º                               | 11 agosto 1869    | 20 maggio 1870     |
|                                   |                                   | João Oliveira e Daun (ad interim) (1790-1876)                        | Partito Rigeneratore                              | 31º                               | 20 maggio 1870    | 29 agosto 1870     |
|                                   |                                   | António José de Ávila (ad interim) (1807-1881)                       | Indipendente                                      | 32º                               | 29 agosto 1870    | 12 settembre 1870  |
|                                   |                                   | Carlos Bento da Silva (ad interim) (1812-1891)                       | Partito Riformista                                | 32º                               | 12 settembre 1870 | 29 ottobre 1870    |
|                                   |                                   | António José de Ávila (1807-1881)                                    | Indipendente                                      | 33º                               | 29 ottobre 1870   | 13 settembre 1871  |
|                                   |                                   | João de Andrade Corvo (1824-1890)                                    | Indipendente                                      | 34º                               | 13 settembre 1871 | 5 marzo 1877       |
|                                   |                                   | António José de Ávila (ad interim) (1807-1881)                       | Indipendente                                      | 35º                               | 5 marzo 1877      | 29 gennaio 1878    |
|                                   |                                   | João de Andrade Corvo (1824-1890)                                    | Indipendente                                      | 36º                               | 29 gennaio 1878   | 1º giugno 1879     |
|                                   |                                   | Anselmo José Braamcamp (1817-1885)                                   | Partito Progressista                              | 37º                               | 1º giugno 1879    | 25 marzo 1881      |
|                                   |                                   | António Rodrigues Sampaio (ad interim) (1806-1882)                   | Partito Rigeneratore                              | 38º                               | 25 marzo 1881     | 5 aprile 1881      |
|                                   |                                   | Miguel Dantas (ad interim) (1823-1910)                               | Partito Rigeneratore                              | 38º                               | 5 aprile 1881     | 29 aprile 1881     |
|                                   |                                   | Ernesto Hintze Ribeiro (ad interim) (1849-1907)                      | Partito Rigeneratore                              | 38º                               | 29 aprile 1881    | 14 novembre 1881   |
|                                   |                                   | Antonio Serpa (1925-1900)                                            | Partito Rigeneratore                              | 39º                               | 14 novembre 1881  | 24 ottobre 1883    |
|                                   |                                   | José Vicente Barbosa du Bocage (1823-1907)                           | Partito Rigeneratore                              | 40º                               | 24 ottobre 1883   | 20 febbraio 1886   |
|                                   |                                   | Henrique de Barros Gomes (1843-1898)                                 | Partito Progressista                              | 41º                               | 20 febbraio 1886  | 14 gennaio 1890    |
|                                   |                                   | Ernesto Hintze Ribeiro (1849-1907)                                   | Partito Rigeneratore                              | 42º                               | 14 gennaio 1890   | 13 ottobre 1890    |
|                                   |                                   | Henrique de Barros Gomes (1843-1898)                                 | Partito Progressista                              | 43º                               | 13 ottobre 1890   | 21 maggio 1891     |
|                                   |                                   | Joaquim Tomás Lobo de Ávila (1819-1901)                              | Indipendente                                      | 44º                               | 21 maggio 1891    | 17 gennaio 1892    |
|                                   |                                   | António Costa Lobo (1840-1913)                                       | Indipendente                                      | 45º                               | 17 gennaio 1892   | 27 maggio 1892     |
|                                   |                                   | António Aires de Gouveia (1828-1916)                                 | Indipendente                                      | 46º                               | 27 maggio 1892    | 22 febbraio 1893   |
|                                   |                                   | Ernesto Hintze Ribeiro (1849-1907)                                   | Partito Rigeneratore                              | 47º                               | 22 febbraio 1893  | 20 dicembre 1893   |
|                                   |                                   | Frederico Arouca (1846-1902)                                         | Partito Rigeneratore                              | 47º                               | 20 dicembre 1893  | 14 dicembre 1894   |
|                                   |                                   | Ernesto Hintze Ribeiro (ad interim) (1849-1907)                      | Partito Rigeneratore                              | 47º                               | 14 dicembre 1894  | 1º settembre 1894  |
|                                   |                                   | Carlos Lobo de Ávila (1860-1895)                                     | Partito Progressista                              | 47º                               | 1º settembre 1894 | 9 settembre 1895 † |
| vacante                           | vacante                           | vacante                                                              | vacante                                           | 47º                               | 9 settembre 1895  | 10 settembre 1895  |
|                                   |                                   | Ernesto Hintze Ribeiro (ad interim) (1849-1907)                      | Partito Rigeneratore                              | 47º                               | 10 settembre 1895 | 20 settembre 1895  |
|                                   |                                   | Luís Pinto de Soveral (1851-1922)                                    | Indipendente                                      | 47º                               | 20 settembre 1895 | 7 febbraio 1897    |
|                                   |                                   | Matias de Carvalho e Vasconcelos (1832-1910)                         | Indipendente                                      | 48º                               | 7 febbraio 1897   | 8 novembre 1897    |
|                                   |                                   | Henrique de Barros Gomes (1843-1898)                                 | Partito Progressista                              | 48º                               | 8 novembre 1897   | 18 agosto 1898     |
|                                   |                                   | Francisco da Veiga Beirão (1841-1916)                                | Partito Progressista                              | 49º                               | 18 agosto 1898    | 25 giugno 1900     |
|                                   |                                   | João Arroio (1861-1930)                                              | Partito Rigeneratore                              | 50º                               | 25 giugno 1900    | 1º giugno 1901     |
|                                   |                                   | Fernando Matoso dos Santos (ad interim) (1849-1921)                  | Partito Progressista                              | 50º                               | 1º giugno 1901    | 28 febbraio 1903   |
|                                   |                                   | Venceslau de Lima (1858-1919)                                        | Partito Rigeneratore                              | 51º                               | 28 febbraio 1903  | 20 ottobre 1904    |
|                                   |                                   | António Eduardo Vilaça (1852-1914)                                   | Partito Progressista                              | 52º                               | 20 ottobre 1904   | 27 dicembre 1905   |
| 53º                               | 27 dicembre 1905                  | António Eduardo Vilaça (1852-1914)                                   | Partito Progressista                              | 20 marzo 1906                     |                   |                    |
|                                   |                                   | Venceslau de Lima (1858-1919)                                        | Partito Rigeneratore                              | 54º                               | 20 marzo 1906     | 19 maggio 1906     |
|                                   |                                   | Luís de Magalhães (1859-1935)                                        | Indipendente                                      | 55º                               | 19 maggio 1906    | 2 maggio 1907      |
|                                   |                                   | Luciano Monteiro (1849-1937)                                         | Indipendente                                      | 55º                               | 2 maggio 1907     | 4 febbraio 1908    |
|                                   |                                   | Venceslau de Lima (1858-1919)                                        | Partito Rigeneratore                              | 56º                               | 4 febbraio 1908   | 25 dicembre 1908   |
| 57º                               | 25 dicembre 1908                  | Venceslau de Lima (1858-1919)                                        | Partito Rigeneratore                              | 11 aprile 1909                    |                   |                    |
|                                   |                                   | João de Alarcão (1854-1918)                                          | Partito Progressista                              | 58º                               | 11 aprile 1909    | 14 maggio 1909     |
|                                   |                                   | Carlos du Bocage (1853-1918)                                         | Indipendente                                      | 59º                               | 14 maggio 1909    | 22 dicembre 1909   |
|                                   |                                   | António Eduardo Vilaça (1852-1914)                                   | Partito Progressista                              | 60º                               | 22 dicembre 1909  | 26 giugno 1910     |
|                                   |                                   | José de Azevedo Castelo Branco (1852-1923)                           | Partito Rigeneratore                              | 61º                               | 26 giugno 1910    | 5 ottobre 1910     |

### Prima Repubblica (1910-1926)
| Ministro                       | Ministro                       | Ministro                                           | Partito                                             | Governo                        | Mandato          | Mandato          |
| Ministro                       | Ministro                       | Ministro                                           | Partito                                             | Governo                        | Inizio           | Fine             |
| ------------------------------ | ------------------------------ | -------------------------------------------------- | --------------------------------------------------- | ------------------------------ | ---------------- | ---------------- |
| Affari esteri                  |                                |                                                    |                                                     |                                |                  |                  |
|                                |                                | Bernardino Machado (1851-1944)                     | Partito Repubblicano Portoghese                     | Governo provvisorio            | 5 ottobre 1910   | 4 settembre 1911 |
|                                |                                | João Pinheiro Chagas (ad interim) (1863-1925)      | Indipendente                                        | Chagas I                       | 4 settembre 1911 | 12 ottobre 1911  |
|                                |                                | Augusto de Vasconcelos (1867-1951)                 | Indipendente                                        | Chagas I                       | 12 ottobre 1911  | 12 novembre 1911 |
| de Vasconcelos                 | 12 novembre 1911               | Augusto de Vasconcelos (1867-1951)                 | Indipendente                                        | 16 giugno 1912                 |                  |                  |
| Leite                          | 16 giugno 1912                 | Augusto de Vasconcelos (1867-1951)                 | Indipendente                                        | 9 gennaio 1913                 |                  |                  |
|                                |                                | António Macieira (1875-1918)                       | Partito Repubblicano Portoghese                     | Costa I                        | 9 gennaio 1913   | 9 febbraio 1914  |
|                                |                                | Bernardino Machado (ad interim) (1851-1944)        | Partito Democratico                                 | Machado I                      | 9 febbraio 1914  | 23 maggio 1914   |
|                                |                                | Alfredo Freire de Andrade (1859-1929)              | Indipendente                                        | Machado I                      | 23 maggio 1914   | 23 giugno1914    |
| Machado II                     | 23 giugno1914                  | Alfredo Freire de Andrade (1859-1929)              | Indipendente                                        | 12 dicembre1914                |                  |                  |
|                                |                                | Augusto Vieira Soares (1873-1954)                  | Partito Repubblicano Portoghese                     | de Azevedo Coutinho            | 12 dicembre1914  | 25 gennaio 1915  |
|                                |                                | Joaquim Pimenta de Castro (ad interim) (1846-1918) | Indipendente                                        | Pimenta de Castro              | 25 gennaio 1915  | 4 febbraio 1915  |
|                                |                                | José Jerónimo Rodrigues Monteiro (1855-1931)       | Indipendente                                        | Pimenta de Castro              | 4 febbraio 1915  | 10 marzo 1915    |
|                                |                                | Teófilo da Trindade (1856-1936)                    | Indipendente                                        | Pimenta de Castro              | 10 marzo 1915    | 14 maggio 1915   |
| Giunta costituzionale          | Giunta costituzionale          | Giunta costituzionale                              | Giunta costituzionale                               | Giunta costituzionale          | 14 maggio 1915   | 15 maggio 1915   |
|                                |                                | Augusto Alves da Veiga (1849-1924)                 | Indipendente                                        | Chagas II                      | 15 maggio 1915   | 17 maggio 1915   |
|                                |                                | Francisco Teixeira de Queirós (1848-1919)          | Indipendente                                        | Chagas II                      | 17 maggio 1915   | 19 giugno 1915   |
|                                |                                | Augusto Vieira Soares (1873-1954)                  | Partito Repubblicano Portoghese                     | Castro                         | 19 giugno 1915   | 29 novembre 1915 |
| Costa II                       | 29 novembre 1915               | Augusto Vieira Soares (1873-1954)                  | Partito Repubblicano Portoghese                     | 15 marzo 1916                  |                  |                  |
| de Almeida                     | 15 marzo 1916                  | Augusto Vieira Soares (1873-1954)                  | Partito Repubblicano Portoghese                     | 25 aprile 1917                 |                  |                  |
| Costa III                      | 25 aprile 1917                 | Augusto Vieira Soares (1873-1954)                  | Partito Repubblicano Portoghese                     | 8 dicembre 1917                |                  |                  |
| Giunta rivoluzionaria del 1917 | Giunta rivoluzionaria del 1917 | Giunta rivoluzionaria del 1917                     | Giunta rivoluzionaria del 1917                      | Giunta rivoluzionaria del 1917 | 8 dicembre 1917  | 11 dicembre 1917 |
|                                |                                | Sidónio Pais (1872-1918)                           | Partido Nacional Republicano                        | Pais I                         | 11 dicembre 1917 | 9 maggio 1918    |
|                                |                                | Francisco Xavier Esteves (ad interim) (1864-1944)  | Partito Repubblicano Portoghese                     | Pais I                         | 9 maggio 1918    | 15 maggio 1918   |
|                                |                                | Joaquim do Espírito Santo Lima (1858-1928)         | Partido Nacional Republicano                        | Pais II                        | 15 maggio 1918   | 8 ottobre 1918   |
|                                |                                | Antonio Egas Moniz (1874-1955)                     | Partido Nacional Republicano                        | Pais II                        | 8 ottobre 1918   | 23 dicembre 1918 |
| Tamagnini Barbosa I            | 23 dicembre 1918               | Antonio Egas Moniz (1874-1955)                     | Partido Nacional Republicano                        | 7 gennaio 1919                 |                  |                  |
| Tamagnini Barbosa II           | 7 gennaio 1919                 | Antonio Egas Moniz (1874-1955)                     | Partido Nacional Republicano                        | 27 gennaio 1919                |                  |                  |
| Relvas                         | 27 gennaio 1919                | Antonio Egas Moniz (1874-1955)                     | Partido Nacional Republicano                        | 30 marzo 1919                  |                  |                  |
|                                |                                | Rodolfo Xavier da Silva (1877-1955)                | Partito Repubblicano Portoghese                     | Pereira I                      | 30 marzo 1919    | 29 giugno 1919   |
|                                |                                | Alfredo de Sá Cardoso (ad interim) (1864-1950)     | Partito Repubblicano Portoghese                     | de Sá Cardoso I                | 29 giugno 1919   | 12 luglio 1919   |
|                                |                                | João de Melo Barreto (1873-1935)                   | Partito Repubblicano Portoghese                     | de Sá Cardoso I                | 12 luglio 1919   | 15 gennaio 1920  |
|                                |                                | Francisco Fernandes Costa (ad interim) (1867-1925) | Partito Repubblicano Liberale                       | Fernandes Costa                | 15 gennaio 1920  | 15 gennaio 1920  |
|                                |                                | João de Melo Barreto (1873-1935)                   | Partito Repubblicano Portoghese                     | de Sá Cardoso II               | 15 gennaio 1920  | 21 gennaio 1920  |
| Pereira II                     | 21 gennaio 1920                | João de Melo Barreto (1873-1935)                   | Partito Repubblicano Portoghese                     | 8 marzo 1920                   |                  |                  |
|                                |                                | Rodolfo Xavier da Silva (1877-1955)                | Partito Repubblicano della Ricostituzione Nazionale | Baptista                       | 8 marzo 1920     | 29 giugno 1920   |
|                                |                                | Francisco António Correia (1877-1938)              | Indipendente                                        | da Silva I                     | 29 giugno 1920   | 19 luglio 1920   |
|                                |                                | João de Melo Barreto (1873-1935)                   | Partito Repubblicano Portoghese                     | Granjo I                       | 19 luglio 1920   | 20 novembre 1920 |
|                                |                                | Domingos Leite Pereira (1880-1956)                 | Partito Democratico                                 | de Castro I                    | 20 novembre 1920 | 30 novembre 1920 |
| Pinto                          | 30 novembre 1920               | Domingos Leite Pereira (1880-1956)                 | Partito Democratico                                 | 2 marzo 1921                   |                  |                  |
| Machado III                    | 2 marzo 1921                   | Domingos Leite Pereira (1880-1956)                 | Partito Democratico                                 | 23 maggio 1921                 |                  |                  |
|                                |                                | João de Melo Barreto (1873-1935)                   | Partito Repubblicano Portoghese                     | de Barros Queirós              | 23 maggio 1921   | 30 agosto 1921   |
| Granjo II                      | 30 agosto 1921                 | João de Melo Barreto (1873-1935)                   | Partito Repubblicano Portoghese                     | 19 ottobre 1921                |                  |                  |
|                                |                                | Alberto da Veiga Simões (1888-1954)                | Indipendente                                        | Coelho                         | 19 ottobre 1921  | 5 novembre 1921  |
| Maia Pinto                     | 5 novembre 1921                | Alberto da Veiga Simões (1888-1954)                | Indipendente                                        | 16 dicembre 1921               |                  |                  |
|                                |                                | Júlio Dantas (1876-1962)                           | Indipendente                                        | Cunha Leal                     | 16 dicembre 1921 | 6 febbraio 1922  |
|                                |                                | José Maria Barbosa de Magalhães (1879-1959)        | Indipendente                                        | da Silva II                    | 6 febbraio 1922  | 30 novembre 1922 |
|                                |                                | Domingos Leite Pereira (1880-1956)                 | Partito Democratico                                 | da Silva III                   | 30 novembre 1922 | 7 dicembre 1922  |
| da Silva IV                    | 7 dicembre 1922                | Domingos Leite Pereira (1880-1956)                 | Partito Democratico                                 | 15 novembre 1923               |                  |                  |
|                                |                                | Júlio Dantas (1876-1962)                           | Indipendente                                        | Ginestal Machado               | 15 novembre 1923 | 18 dicembre 1923 |
|                                |                                | Domingos Leite Pereira (1880-1956)                 | Partito Democratico                                 | de Castro II                   | 18 dicembre 1923 | 6 luglio 1924    |
|                                |                                | Vitorino Henriques Godinho (1878-1962)             | Partito Democratico                                 | Rodrigues Gaspar               | 6 luglio 1924    | 22 novembre 1924 |
|                                |                                | João de Barros (1881-1960)                         | Partito Repubblicano della Sinistra Democratica     | Domingues dos Santos           | 22 novembre 1924 | 15 febbraio 1925 |
|                                |                                | Joaquim Pedro Martins (1875-1939)                  | Indipendente                                        | Guimarães                      | 15 febbraio 1925 | 1º luglio 1925   |
|                                |                                | António do Lago Cerqueira (ad interim) (1880-1945) | Partito Democratico                                 | da Silva V                     | 1º luglio 1925   | 1º agosto 1925   |
|                                |                                | Vasco Borges (1882-1942)                           | Indipendente                                        | Pereira III                    | 1º agosto 1925   | 17 dicembre 1925 |
| da Silva VI                    | 17 dicembre 1925               | Vasco Borges (1882-1942)                           | Indipendente                                        | 30 maggio 1926                 |                  |                  |

### Dittatura militare portoghese (1926-1933)
| Ministro             | Ministro       | Ministro                                              | Partito                            | Governo               | Mandato           | Mandato           |
| Ministro             | Ministro       | Ministro                                              | Partito                            | Governo               | Inizio            | Fine              |
| -------------------- | -------------- | ----------------------------------------------------- | ---------------------------------- | --------------------- | ----------------- | ----------------- |
| Affari esteri        |                |                                                       |                                    |                       |                   |                   |
|                      |                | José Mendes Cabeçadas (ad interim) (1883-1965)        | Indipendente                       | Mendes Cabeçadas      | 30 maggio 1926    | 1º giugno 1926    |
|                      |                | Armando da Gama Ochoa (1877-1941)                     | Indipendente                       | Mendes Cabeçadas      | 1º giugno 1926    | 3 giugno 1926     |
|                      |                | António Óscar Carmona (1869-1951)                     | Indipendente                       | Mendes Cabeçadas      | 3 giugno 1926     | 17 giugno 1926    |
| Gomes da Costa       | 17 giugno 1926 | António Óscar Carmona (1869-1951)                     | Indipendente                       | 6 luglio 1926         |                   |                   |
| Gomes da Costa       |                |                                                       | Martinho Nobre de Melo (1891-1985) | Indipendente          | 6 luglio 1926     | 9 luglio 1926     |
|                      |                | António Maria de Bettencourt Rodrigues (1854-1933)    | Indipendente                       | Carmona               | 9 luglio 1926     | 18 aprile 1928    |
| Vicente de Freitas I | 18 aprile 1928 | António Maria de Bettencourt Rodrigues (1854-1933)    | Indipendente                       | 10 novembre 1928      |                   |                   |
|                      |                | Aníbal de Mesquita Guimarães (ad interim) (1882-1952) | Indipendente                       | Vicente de Freitas II | 10 novembre 1928  | 19 dicembre 1928  |
|                      |                | Manuel Quintão Meireles (1880-1962)                   | Indipendente                       | Vicente de Freitas II | 19 dicembre 1928  | 8 luglio 1929     |
|                      |                | Artur Ivens Ferraz (ad interim) (1870-1933)           | Indipendente                       | Ivens Ferraz          | 8 luglio 1929     | 27 luglio 1929    |
|                      |                | Henrique Trindade Coelho (1885-1934)                  | Indipendente                       | Ivens Ferraz          | 27 luglio 1929    | 16 agosto 1929    |
|                      |                | Artur Ivens Ferraz (ad interim) (1870-1933)           | Indipendente                       | Ivens Ferraz          | 16 agosto 1929    | 11 settembre 1929 |
|                      |                | Jaime da Fonseca Monteiro (1870-1938)                 | Indipendente                       | Ivens Ferraz          | 11 settembre 1929 | 21 gennaio 1930   |
|                      |                | Fernando Augusto Branco (1880-1940)                   | Indipendente                       | Oliveira              | 21 gennaio 1930   | 5 luglio 1932     |
|                      |                | César de Sousa Mendes (1885-1955)                     | Indipendente                       | de Oliveira Salazar I | 5 luglio 1932     | 11 aprile 1933    |

### Estado Novo (1933-1974)
| Ministro                | Ministro          | Ministro                                              | Partito                                              | Governo                | Mandato          | Mandato           |
| Ministro                | Ministro          | Ministro                                              | Partito                                              | Governo                | Inizio           | Fine              |
| ----------------------- | ----------------- | ----------------------------------------------------- | ---------------------------------------------------- | ---------------------- | ---------------- | ----------------- |
| Affari esteri           |                   |                                                       |                                                      |                        |                  |                   |
|                         |                   | José Caeiro da Mata (1877-1963)                       | Indipendente                                         | de Oliveira Salazar II | 11 aprile 1933   | 27 marzo 1935     |
|                         |                   | Aníbal de Mesquita Guimarães (ad interim) (1882-1952) | Indipendente                                         | de Oliveira Salazar II | 27 marzo 1935    | 11 maggio 1935    |
|                         |                   | Armindo Monteiro (1896-1955)                          | Indipendente                                         | de Oliveira Salazar II | 11 maggio 1935   | 18 gennaio 1936   |
| de Oliveira Salazar III | 18 gennaio 1936   | Armindo Monteiro (1896-1955)                          | Indipendente                                         | 24 novembre 1936       |                  |                   |
| de Oliveira Salazar III |                   |                                                       | António de Oliveira Salazar (ad interim) (1889-1970) | Unione Nazionale       | 24 novembre 1936 | 4 febbraio 1947   |
| de Oliveira Salazar III |                   |                                                       | José Caeiro da Mata (1877-1963)                      | Indipendente           | 4 febbraio 1947  | 2 agosto 1950     |
| de Oliveira Salazar III |                   |                                                       | Paulo Cunha (1906-1986)                              | Indipendente           | 2 agosto 1950    | 14 agosto 1958    |
| de Oliveira Salazar III |                   |                                                       | Marcello Mathias (1903-1999)                         | Indipendente           | 14 agosto 1958   | 4 maggio 1961     |
| de Oliveira Salazar III |                   |                                                       | Alberto Franco Nogueira (1918-1993)                  | Indipendente           | 4 maggio 1961    | 27 settembre 1968 |
| Caetano                 | 27 settembre 1968 | 6 ottobre 1969                                        | Alberto Franco Nogueira (1918-1993)                  | Indipendente           |                  |                   |
| Caetano                 |                   |                                                       | Marcello Caetano (ad interim) (1906-1980)            | Unione Nazionale       | 6 ottobre 1969   | 15 gennaio 1970   |
| Caetano                 |                   |                                                       | Rui Patrício (1932-2024)                             | Indipendente           | 15 gennaio 1970  | 25 aprile 1974    |

### Repubblica Portoghese (1974-presente)
| Ministro                            | Ministro                     | Ministro                            | Partito                                | Governo                      | Mandato           | Mandato           |
| Ministro                            | Ministro                     | Ministro                            | Partito                                | Governo                      | Inizio            | Fine              |
| ----------------------------------- | ---------------------------- | ----------------------------------- | -------------------------------------- | ---------------------------- | ----------------- | ----------------- |
| Affari esteri                       |                              |                                     |                                        |                              |                   |                   |
| Giunta di Salvezza Nazionale        | Giunta di Salvezza Nazionale | Giunta di Salvezza Nazionale        | Giunta di Salvezza Nazionale           | Giunta di Salvezza Nazionale | 25 aprile 1974    | 16 maggio 1974    |
|                                     |                              | Mário Soares (1924-2017)            | Partito Socialista                     | Palma Carlos                 | 16 maggio 1974    | 17 luglio 1974    |
| Gonçalves I                         | 17 luglio 1974               | Mário Soares (1924-2017)            | Partito Socialista                     | 30 settembre 1974            |                   |                   |
| Gonçalves II                        | 30 settembre 1974            | Mário Soares (1924-2017)            | Partito Socialista                     | 26 marzo 1975                |                   |                   |
|                                     |                              | Ernesto Melo Antunes (1933-1999)    | Indipendente                           | Gonçalves III                | 26 marzo 1975     | 8 agosto 1975     |
|                                     |                              | Mário Ruivo (1927-2017)             | Indipendente                           | Gonçalves IV                 | 8 agosto 1975     | 19 settembre 1975 |
|                                     |                              | Ernesto Melo Antunes (1933-1999)    | Indipendente                           | Pinheiro de Azevedo          | 19 settembre 1975 | 23 luglio 1976    |
|                                     |                              | José Medeiros Ferreira (1942-2014)  | Partito Socialista                     | Soares I                     | 23 luglio 1976    | 12 ottobre 1977   |
|                                     |                              | Mário Soares (1924-2017)            | Partito Socialista                     | Soares I                     | 12 ottobre 1977   | 23 gennaio 1978   |
|                                     |                              | Victor Sá Machado (1933-2002)       | Partito del Centro Democratico Sociale | Soares II                    | 23 gennaio 1978   | 29 agosto 1978    |
|                                     |                              | Carlos Corrêa Gago (1934-2015)      | Indipendente                           | Nobre da Costa               | 29 agosto 1978    | 22 novembre 1978  |
|                                     |                              | João de Freitas Cruz (1925-1984)    | Indipendente                           | Mota Pinto                   | 22 novembre 1978  | 1º agosto 1979    |
| de Lourdes Pintasilgo               | 1º agosto 1979               | João de Freitas Cruz (1925-1984)    | Indipendente                           | 3 gennaio 1980               |                   |                   |
|                                     |                              | Diogo Freitas do Amaral (1941-2019) | Partito del Centro Democratico Sociale | Sá Carneiro                  | 3 gennaio 1980    | 9 gennaio 1981    |
|                                     |                              | André Gonçalves Pereira (1936-2019) | Indipendente                           | Pinto Balsemão I             | 9 gennaio 1981    | 4 settembre 1981  |
| Pinto Balsemão II                   | 4 settembre 1981             | André Gonçalves Pereira (1936-2019) | Indipendente                           | 9 giugno 1982                |                   |                   |
| Pinto Balsemão II                   |                              |                                     | Vasco Futscher Pereira (1922-1984)     | Indipendente                 | 9 giugno 1982     | 9 giugno 1983     |
|                                     |                              | Jaime Gama (1947)                   | Partito Socialista                     | Soares III                   | 9 giugno 1983     | 6 novembre 1985   |
|                                     |                              | Pedro Pires de Miranda (1928-2015)  | Indipendente                           | Cavaco Silva I               | 6 novembre 1985   | 17 agosto 1987    |
|                                     |                              | João de Deus Pinheiro (1945)        | Partito Social Democratico             | Cavaco Silva II              | 17 agosto 1987    | 31 ottobre 1991   |
| Cavaco Silva III                    | 31 ottobre 1991              | João de Deus Pinheiro (1945)        | Partito Social Democratico             | 12 novembre 1992             |                   |                   |
| Cavaco Silva III                    |                              |                                     | José Barroso (1956)                    | Partito Social Democratico   | 12 novembre 1992  | 28 ottobre 1995   |
|                                     |                              | Jaime Gama (1947)                   | Partito Socialista                     | Guterres I                   | 28 ottobre 1995   | 25 ottobre 1999   |
| Guterres II                         | 25 ottobre 1999              | Jaime Gama (1947)                   | Partito Socialista                     | 6 aprile 2002                |                   |                   |
| Affari esteri e comunità portoghesi |                              |                                     |                                        |                              |                   |                   |
|                                     |                              | António Martins da Cruz (1946)      | Partito Social Democratico             | Barroso                      | 6 aprile 2002     | 9 ottobre 2003    |
|                                     |                              | Teresa Patrício Gouveia (1946)      | Partito Social Democratico             | Barroso                      | 9 ottobre 2003    | 17 luglio 2004    |
|                                     |                              | António Monteiro (1944)             | Indipendente                           | Santana Lopes                | 17 luglio 2004    | 12 marzo 2005     |
| Affari esteri                       |                              |                                     |                                        |                              |                   |                   |
|                                     |                              | Diogo Freitas do Amaral (1941-2019) | Indipendente                           | Sócrates I                   | 12 marzo 2005     | 3 luglio 2006     |
|                                     |                              | Luís Amado (1953)                   | Partito Socialista                     | Sócrates I                   | 3 luglio 2006     | 26 ottobre 2009   |
| Sócrates II                         | 26 ottobre 2009              | Luís Amado (1953)                   | Partito Socialista                     | 21 giugno 2011               |                   |                   |
|                                     |                              | Paulo Portas (1962)                 | CDS - Partito Popolare                 | Passos Coelho I              | 21 giugno 2011    | 24 luglio 2013    |
|                                     |                              | Rui Machete (1940)                  | Partito Social Democratico             | Passos Coelho I              | 24 luglio 2013    | 30 ottobre 2015   |
| Passos Coelho II                    | 30 ottobre 2015              | Rui Machete (1940)                  | Partito Social Democratico             | 26 novembre 2015             |                   |                   |
|                                     |                              | Augusto Santos Silva (1956)         | Partito Socialista                     | Costa I                      | 26 novembre 2015  | 26 ottobre 2019   |
| Costa II                            | 26 ottobre 2019              | Augusto Santos Silva (1956)         | Partito Socialista                     | 28 marzo 2022                |                   |                   |
| Costa II                            |                              |                                     | António Costa (1961)                   | Partito Socialista           | 28 marzo 2022     | 30 marzo 2022     |
|                                     |                              | João Gomes Cravinho (1964)          | Partito Socialista                     | Costa III                    | 30 marzo 2022     | 2 aprile 2024     |
|                                     |                              | Paulo Rangel (1968)                 | Partito Social Democratico             | Montenegro I                 | 2 aprile 2024     | 5 giugno 2025     |
|                                     | Montenegro II                | Paulo Rangel (1968)                 | Partito Social Democratico             | 5 giugno 2025                | in carica         |                   |

### Esplicative
1. ↑  Mouzinho de Albuquerque ricoprì contemporaneamente la carica di Ministro e Segretario di Stato per tutti i dipartimenti del Governo.
2. ↑  Ricopre anche le cariche di Ministro e Segretario di Stato per l'Amministrazione interna del Regno, di Ministro e Segretario di Stato per gli affari ecclesiastici e la giustizia e di Ministro e Segretario di Stato per le finanze.
3. ↑  Ricopre anche le cariche di Ministro e Segretario di Stato per gli affari di guerra e di Ministro e Segretario di Stato per la Marina e i territori d'oltremare.
4. ↑  Ricopre anche la carica di Ministro e Segretario di Stato per l'Amministrazione interna del Regno.
5. 1 2 3  Ricopre anche le cariche di Ministro e Segretario di Stato per gli affari di guerra.
6. 1 2 3 4 5 6 7 8 9 10 11  Ricopre anche la carica di Presidente del Consiglio dei Ministri.
7. 1 2 3 4 5 6  Ricopre anche la carica di Ministro e Segretario di Stato per le finanze.
8. ↑  Così chiamato in quanto venne destituito il giorno successivo alla sua nomina, senza mai entrare effettivamente in carica.
9. 1 2 3 4 5 6  Ricopre anche le cariche di Presidente del Consiglio dei ministri e di Ministro e Segretario di Stato per gli affari della guerra.
10. 1 2  Il ministro designato, Luís António de Abreu e Lima, non è mai entrato in carica effettivamente.
11. ↑  Ricopre anche la carica di Ministro e Segretario di Stato per l'Amministrazione interna del Regno fino al 9 giugno 1841.
12. ↑  Il ministro designato, Cristóvão Pedro de Morais Sarmento, non è mai entrato in carica effettivamente il 12 marzo 1841, per cui Rodrigo da Fonseca Magalhães rimase in carica ad interim fino al 9 giugno 1841.
13. ↑  Il ministro designato, João Oliveira e Daun, non è mai entrato in carica effettivamente.
14. ↑  Ricopre anche la carica di Ministro e Segretario di Stato per la Marina e i territori d'oltremare.
15. ↑  Ad interim fino al 31 dicembre 1852, ricopre anche la carica di Ministro e Segretario di Stato per la Marina e i territori d'oltremare.
16. ↑  Ricopre anche le cariche di Presidente del Consiglio dei ministri, di Ministro e Segretario di Stato per i lavori pubblici, il commercio e l'industria dal 25 giugno 1856 al 14 marzo 1857 e di Ministro e Segretario di Stato per gli affari del regno dal 14 marzo 1857.
17. ↑  Ad interim fino al 1º maggio 1860, ricopre anche la carica di Ministro e Segretario di Stato per le finanze.
18. ↑  Ricopre anche le cariche di Presidente del Consiglio dei ministri, dal 16 gennaio 1864 al 5 marzo 1865 di Ministro e Segretario di Stato per gli affari del regno e di Ministro e Segretario di Stato per la Marina e i territori d'oltremare dal 5 marzo 1865.
19. 1 2 3  Ricopre anche la carica di Ministro e Segretario di Stato per i lavori pubblici, il commercio e l'industria.
20. ↑  Ricopre anche la carica di Ministro e Segretario di Stato per i lavori pubblici, il commercio e l'industria fino al 6 giugno 1866.
21. ↑  Ricopre anche le cariche di Presidente del Consiglio dei ministri, di Ministro e Segretario di Stato per i lavori pubblici, il commercio e l'industria fino al 1º marzo 1871 e, dalla stessa data, Ministro e Segretario di Stato per gli affari del regno.
22. 1 2  Ricopre anche le cariche di Presidente del Consiglio dei ministri e di Ministro e Segretario di Stato per gli affari del regno.
23. 1 2  Ricopre anche le cariche di Presidente del Consiglio dei ministri e di Ministro e Segretario di Stato per le finanze.
24. 1 2 3 4 5  Ricopre anche le cariche di Presidente del Ministero e di Ministro dell'interno.
25. ↑  Ricopre anche le cariche di Presidente del Ministero dal 12 novembre 1911 al 14 giugno 1912.
26. 1 2  Ricopre anche le cariche di Presidente del Ministero e di Ministro della guerra.
27. ↑  Nonostante il Presidente del Ministero nominato fosse João Pinheiro Chagas, questi non prestò mai giuramento a causa di un attacco subito il 17 maggio 1915; al suo posto, venne nominato ad interim il ministro della pubblica istruzione, José de Castro.
28. ↑  Ricopre anche la carica di Ministro delle finanze.
29. ↑  Come Segretario di Stato degli affari esteri.
30. ↑  Come Segretario di Stato degli affari esteri fino al 23 dicembre 1918.
31. ↑  Ricopre anche le cariche di Presidente del Ministero e di Ministro delle finanze.
32. ↑  Destituito il giorno stesso della nomina, il governo non entrò mai in carica effettivamente.
33. ↑  Ricopre anche la carica di Ministro del lavoro.
34. ↑  Il ministro designato, Albano Portugal Durão, non è mai entrato in carica effettivamente.
35. ↑  Ricopre anche le cariche di Presidente del ministero e di Ministro della Marina.
36. ↑  Ricopre anche le cariche di Ministro dell'interno e di Ministro dell'istruzione pubblica.
37. ↑  Ricopre anche la carica di Ministro della giustizia e dei culti dall'11 al 18 aprile 1928.
38. 1 2  Ricopre anche la carica di Ministro della Marina.
39. ↑  Ricopre anche le cariche di Presidente del Consiglio dei ministri e, fino al 28 agosto 1940, di Ministro delle finanze.
40. ↑  Ricopre anche la carica di Presidente del Consiglio dei ministri.
41. 1 2  Ricopre anche la carica di Primo ministro.
42. ↑  Ricopre anche la carica di Vice Primo ministro.
43. ↑  Ricopre anche le cariche di Ministro della difesa nazionale dal 29 maggio al 25 ottobre 1999 e di Ministro di Stato dal 25 ottobre 1999.
44. 1 2 3  Ricopre anche la carica di Ministro di Stato.
45. ↑  Ricopre anche le cariche di Vice Primo ministro e di Ministro di Stato.
46. ↑  Ricopre anche la carica di Ministro di Stato dal 26 ottobre 2019.